# Nitrosylkation

Mesomerieformel des Nitrosylkations.

Das Nitrosylkation ist das durch Oxidation von Stickstoffmonoxid entstandene Ion. Andere Schreibweisen oder Bezeichnungen sind auch Nitrosyl-Kation und Nitrosoniumion. Es ist ein Teilchen, welches in einigen Salzen vorkommt und in mehreren chemischen Reaktionen auftritt. NO+ ist isoelektronisch zu CO, CN− und N2.

## Vorkommen und Entstehung
Das Nitrosyl-Kation kann für Reaktionen zum Beispiel aus Nitrosylchlorid, Nitrosylschwefelsäure und Nitrosyltetrafluoroborat gewonnen werden.

Nitrosylchlorid
Nitrosylschwefelsäure
Nitrosyltetrafluoroborat

Eine Möglichkeit zur Gewinnung eines Nitrosylkations stellt die saure Behandlung eines Nitrits dar:
Hier nimmt das Nitrit-Anion in zwei Schritten ein Proton auf. Anschließend teilt sich das entstandene Molekül, sodass Wasser und das Nitrosylkation entstehen.

## Verwendung
Das Nitrosylkation spielt in mehreren Reaktionen eine Rolle.

### Diazotierung
Für die Diazotierung ist das elektrophile Nitrosylkation das entscheidende Reagenz:

### Nitrosierung
Das Nitrosylkation spielt in der Nitrosierung von N-monosubstituierten Säureamiden die entscheidende Rolle, bei der N-Nitrosamide entstehen: